# Steller-pehelyréce
A Steller-pehelyréce (Polysticta stelleri) a madarak osztályának lúdalakúak (Anseriformes) rendjébe és a récefélék (Anatidae) családjába tartozó Polysticta nem egyetlen faja.

## Előfordulása
Szibériában és Alaszkában fészkel, Európába kóborló példányai jutnak el.

## Megjelenése
Testhossza 43-47 centiméter, testtömege 650-900 gramm. A hím fekete-fehér tarka madár, a tojó sötétbarna színű.
|  |

## Életmódja
Vízi élőlényekkel táplálkozik.

## Szaporodás
Növényi anyagokból építi fészkét és saját pehelytollaikkal béleli ki. Fészekalja 6-10 tojásból áll.

## Kárpát-medencei előfordulása
Magyarországon nagyon ritka kóborló. Első bizonyított hazai előfordulása 2002 januárjából származik, amikor Pilismarótnál észlelték (és ejtették el) a faj egy tojó példányát.